# Gaucelino
Gaucelino (Lotaringia, siglo IX - 7 de septiembre de 962), fue el trigésimo segundo obispo de Toul, venerado como santo por la Iglesia Católica.
Procedente de una familia noble franca, Gozzelino fue notario de la cancillería real de Lotaringia (914-919). En 922 el rey Carlos III de Francia lo designó obispo de Toul y fue consagrado el 17 de marzo de 922.
Después de la devastación causada por los daneses y los húngaros, Gozzelino revivió la suerte de su diócesis, reformó los monasterios existentes y fundó otros nuevos: en particular en 935 fundó la benedictina abadía de Bouxières-aux-Dames y reformó, entre 934 y 936, la abadía de Sant'Apro, tratando de devolverle su antiguo esplendor.
Murió después de cuarenta años como episcopado.  Venerado como santo, su memoria litúrgica cae el 7 de septiembre.
Numerosos objetos que le pertenecieron, un peine litúrgico, un libro del evangelio, un cáliz con su patena y un anillo episcopal, se han encontrado desde 1803 en el tesoro de la catedral de Nancy.